# 바다 쪽으로, 한 뼘 더
"바다 쪽으로, 한 뼘 더"는 2009년에 개봉한 대한민국의 영화이다.

## 캐스팅
- 한예리 : 원우 역
- 박지영 : 연희 역
- 김영재 : 선재 역
- 홍종현 : 준서 역
- 서봉순 : 서 여사 역
- 박혜림 : 가을 역
- 김현아 : 정아 역
- 정인기 : 정아남편 역
- 안슬기 : 담임선생님 역
- 김철 : 국사선생님 역
- 이은아 : 반장 역
- 장지우 : 세영 역
- 임지규 : 웨이터 역
- 이기훈 : 카메라 수리점 사장 역
- 송태근 : 계단 남자 역
- 정지연 : 선재의 누나 역
- 안지혜 : 문화센터 수강생 역
- 함혜경 : 문화센터 수강생 역
- 이원우 : 문화센터 수강생 역
- 정은주 : 문화센터 수강생 역
- 이은정 : 문화센터 수강생 역
- 배상희 : 문화센터 수강생 역
- 양익준 : 카페 손님 역
- 하정민 : 카페 손님 역
- 문주영 : 카페 손님 역
- 한영규 : 카페 손님 역
- 박치원 : 터미널 행인 역